# CCDC137
CCDC137 (англ. Coiled-coil domain containing 137) – білок, який кодується однойменним геном, розташованим у людей на короткому плечі 17-ї хромосоми. Довжина поліпептидного ланцюга білка становить 289 амінокислот, а молекулярна маса — 33 231.
| 10         |  | 20         |  | 30         |  | 40         |  | 50         |
| ---------- |  | ---------- |  | ---------- |  | ---------- |  | ---------- |
| MAGAGRGAAV |  | SRVQAGPGSP |  | RRARGRQQVQ |  | PLGKQRPAPW |  | PGLRSKEKKK |
| VNCKPKNQDE |  | QEIPFRLREI |  | MRSRQEMKNP |  | ISNKKRKKAA |  | QVTFRKTLEK |
| EAKGEEPDIA |  | VPKFKQRKGE |  | SDGAYIHRMQ |  | QEAQHVLFLS |  | KNQAIRQPEV |
| QAAPKEKSEQ |  | KKAKKAFQKR |  | RLDKVRRKKE |  | EKAADRLEQE |  | LLRDTVKFGE |
| VVLQPPELTA |  | RPQRSVSKDQ |  | PGRRSQMLRM |  | LLSPGGVSQP |  | LTASLARQRI |
| VEEERERAVQ |  | AYRALKQRQQ |  | QLHGERPHLT |  | SRKKPEPQL  |  |            |

A: Аланін

C: Цистеїн

D: Аспарагінова кислота

E: Глутамінова кислота

F: Фенілаланін

G: Гліцин

H: Гістидин

I: Ізолейцин

K: Лізин

L: Лейцин

M: Метіонін

N: Аспарагін

P: Пролін

Q: Глутамін

R: Аргінін

S: Серин

T: Треонін

V: Валін

W: Триптофан

Кодований геном білок за функцією належить до фосфопротеїнів. 
Локалізований у хромосомах.